# Hiligeho Sogawu
Hiligeho Sogawu is een bestuurslaag in het regentschap Nias Selatan van de provincie Noord-Sumatra, Indonesië. Hiligeho Sogawu telt 705 inwoners (volkstelling 2010).